# Brand (Ibsen)
Brand ist ein Drama von Henrik Ibsen von 1866.

## Handlung
Der junge Vikar Brand zieht durch ein Gebirge. Dort trifft er seinen Schulkameraden Einar und dessen Verlobte Agnes, deren Lebensweise er ablehnt. Als Nächstes begegnet er dem verrückten Zigeunermädchen Gerd. Er steigt in sein Heimatdorf ins Tal zurück. Dort herrscht eine Hungersnot, die er für eine Strafe Gottes für mangelnde Frömmigkeit hält. Die Dorfbewohner bitten ihn, als Pfarrer bei ihnen zu bleiben, was er tut. Durch die gefährliche Fahrt über einen Fjord kann er einem Sterbenden den letzten Trost spenden. Agnes ist von seinem Glauben und Engagement so beeindruckt, dass sie seine Frau wird. Die beiden bekommen einen Sohn Alf. Brand verweigert seiner sterbenden Mutter die letzten Sakramente, weil sie nicht bereit ist, seinen radikalen Glaubensforderungen zu entsprechen. Der junge Sohn Alf verträgt das raue Klima nicht und der Familie wird geraten, an einen milderen Ort zu ziehen. Brand lehnt dies ab. Der Junge stirbt. Die Frau verwindet dessen Tod nicht und stirbt auch.
Brand lässt eine große Kirche im Dorf bauen. Bei der Einweihung fordert er die Dorfbewohner auf, ihm in das Gebirge zu folgen, um dort Gott zu suchen. Diese lehnen das ab und Brand zieht allein in die Berge. Dort hat er eine Vision seiner verstorbenen Frau Agnes, die ihm rät, wieder zurück in das Dorf zu gehen. Er hält dies für eine Versuchung und zieht weiter. Brand begegnet wieder dem Zigeunermädchen Gerd, die ihn für den leibhaftigen Christus hält. Brand schießt auf einen vermeintlichen Habicht, von dem sich Gerd verfolgt fühlt. Eine dadurch ausgelöste Schneelawine begräbt die beiden unter sich.
Henrik Ibsen stellt einen radikalen jungen Geistlichen dar, der konsequent seinem Glauben folgen will. Die Halbheiten seiner Mitmenschen lehnt er ab.

„Nicht ich bin's, unsere lasche Zeit ist es, die nach Heilung schreit. Ihr wollt nur lachen, lieben, spielen, ein wenig glauben, ein bisschen fühlen, all eure Laster packt ihr auf den, der – wie man euch gelehrt – einst kam, und das Gericht fromm auf sich nahm. Ihm die Dornenkrone, euch der Spaß.“

## Geschichte

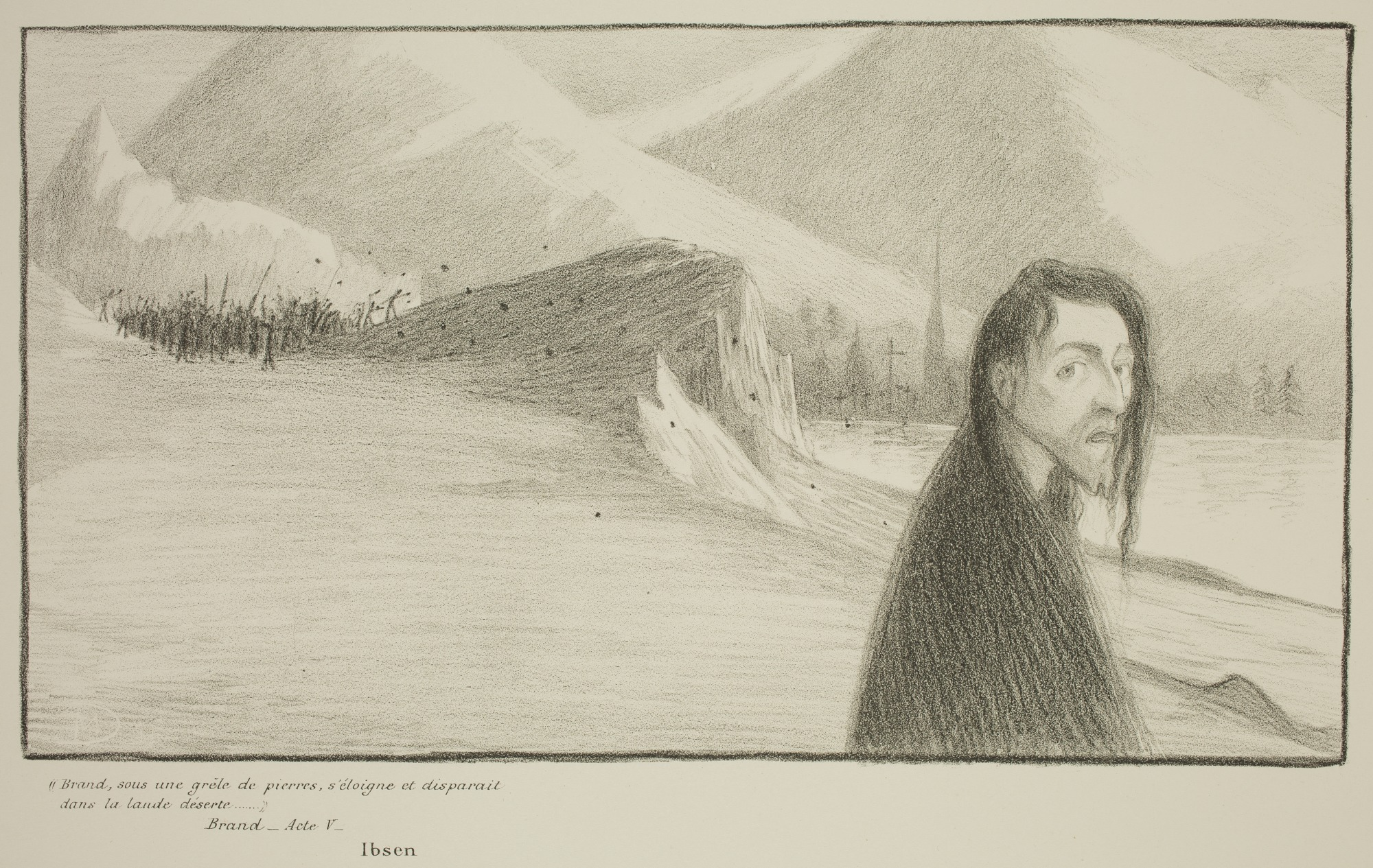
Plakat in Paris, 1895

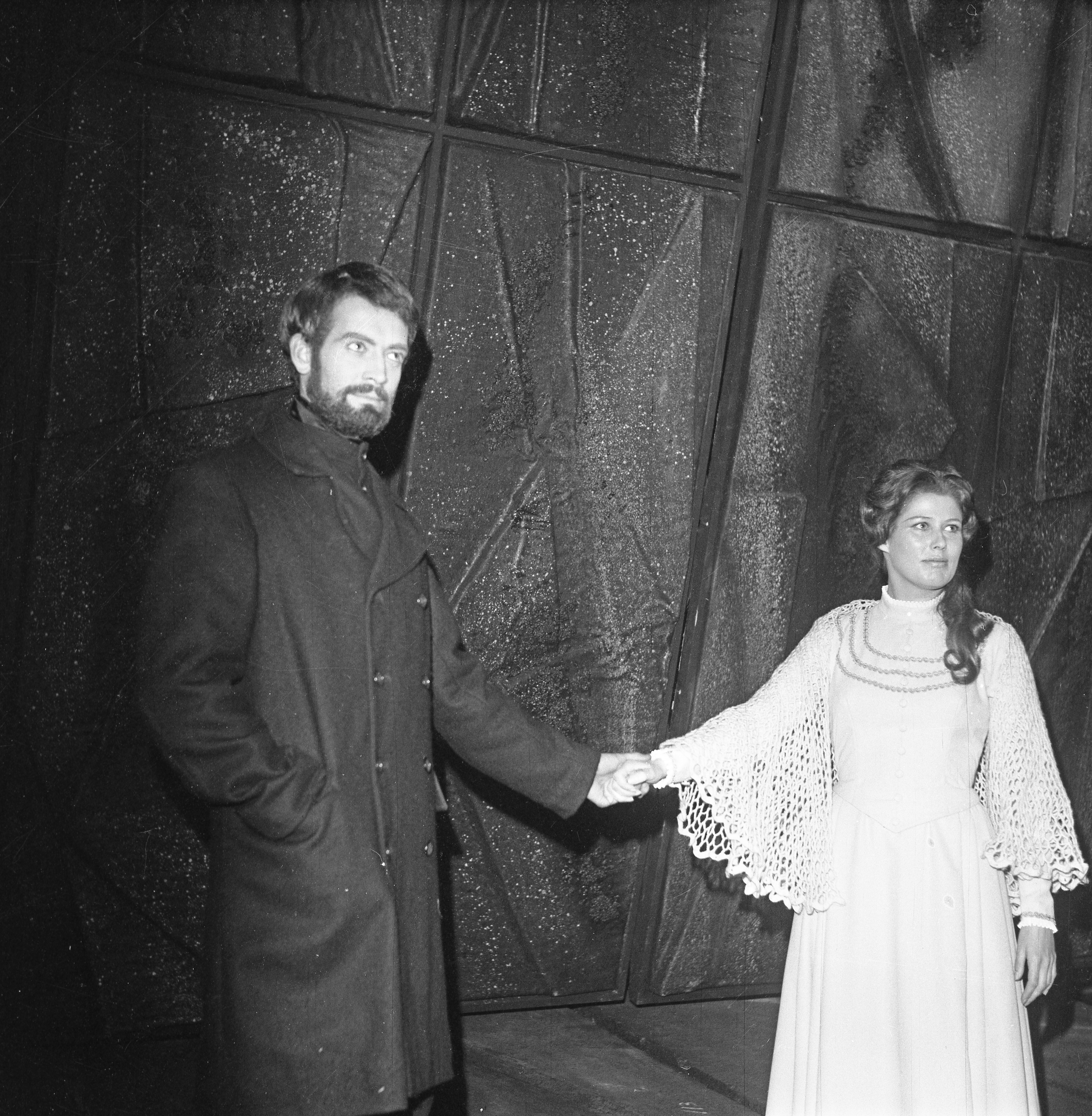
Aufführung in Den Nationale Scene in Bergen, 1968

Henrik Ibsen verfasste um 1864 ein längeres Versepos Brand. Daraus entwickelte er 1865 eine Bühnenfassung, die ebenfalls in Versreimen gehalten ist. Dieses ist eines der ersten Werke, die er nach seiner Ausreise aus Norwegen in Rom abschloss. 1866 erschien das Werk im Druck.
1867 wurden erstmals einige Szenen von Schauspielern des Christiana-Theaters in Oslo in kulturellen Programmen gespielt. 1885 gab es die erste vollständige Aufführung im Nya Teatern in Stockholm. Die erste deutsche Inszenierung gab es im Schillertheater in Charlottenburg 1898.
Das Drama gehört zu den seltener gespielten Theaterstücken Ibsens. Bisher gab es über 350 Vorstellungen weltweit.
Der Regisseur Roger Vontobel brachte am 12. Oktober 2019 eine Bühnenfassung von Brand (in der Neuübersetzung von Hinrich Schmidt-Henkel) am Schauspiel Frankfurt zur Uraufführung. Die dreistündige Inszenierung untersucht die Phänomenologie der „religiösen Eiferer“.

## Textausgaben
Deutsche Übersetzungen
- Brand, dramatisches Gedicht in fünf Acten. Aus dem Norwegischen ins Deutsche übertragen und bearbeitet von P[eter] F[riedrich] Siebold. Kassel, Theodor Kay, 1872. 192 Seiten; 2. Auflage 1880, 244 Seiten, mit Vorwort (= Anthologie der nordgermanischen (skandinavischen), dramatischen Literatur in deutschen Uebertragungen, 2)
- Brand, ein dramatisches Gedicht. Deutsch von Julie Ruhkopf. Bremen, Kühtmann, 1874. 350 Seiten
- Brand, dramatisches Gedicht in fünf Acten. Nach dem Norwegischen deutsch bearbeitet von Alfred Freiherrn von Wolzogen. Wismar, Hinstorff, 1877. IX, 223 Seiten Digitalisat, basierte teilweise auf der Übersetzung von Peter Friedrich Siebold von 1872/80
- Brand, ein dramatisches Gedicht. Uebersetzt von L[udwig] Passarge. Leipzig, Reclam, [1882?]. 169 Seiten (Universal-Bibliothek, 1531/1532) Digitalisat online; auch in Henrik Ibsen Gesammelte Werke, Band 2. Leipzig, Reclam, [1889].
- Brand, übersetzt von Christian Morgenstern, in Henrik Ibsen Sämtliche Werke in deutscher Sprache, Band  4. Durchgesehen und eingeleitet von Georg Brandes, Julius Elias, Paul Schlenther. Berlin, Fischer, [1901]. XXI, 392 Seiten

## Historische Hörspielbearbeitung
- 1928: Brand. Ein dramatisches Gedicht – Produktion: Funk-Stunde Berlin, Sendespielbühne – Abteilung: Schauspiel; Kommentar: Felix Hollaender; Regie: Alfred Braun. Erstsendung: 20. März 1928. Livesendung ohne Aufzeichnung. Sprecher u. a.: Johanna Hofer, Paul Bildt, Renée Kürschner, Eva Holberg, Walter Fried, Otto Eggerth, Mathilde Sussin und Meinhart Maur.[6]